# Incasarcus ochoai
Incasarcus ochoai is een hooiwagen uit de familie Gonyleptidae.